# Distretto di Alovė
Il distretto di Alovė (in lingua lituana: Alovės seniūnija) è uno degli undici distretti che compongono il comune distrettuale di Alytus, situato nella Lituania meridionale. Nel distretto sono presenti 36 centri abitati (kaimų) e una cascina (viensėdis). Il suo capoluogo è Alovė.

## Centri abitati
| Nome        | Abitanti |
| ----------- | -------- |
| Akalyčia    | 35       |
| Alytus      | 218      |
| Alovė       | 552      |
| Bokštai     | 5        |
| Davainiškės | 31       |
| Dobrovolė   | 9        |
| Domantonys  | 70       |
| Ilgai       | 108      |
| Janapolis   | 5        |
| Jurkionys   | 99       |
| Kaciolkai   | 7        |
| Kalesninkai | 59       |
| Kaniūkai    | 69       |
| Klausiškės  | 6        |
| Kudariškės  | 37       |
| Kutiškės    | 0        |
| Lelionys    | 75       |
| Mančiūnai   | 26       |
| Mikalavas   | 43       |
| Muiželėnai  | 83       |
| Obelaičiai  | 10       |
| Pagurniai   | 15       |
| Plikionys   | 25       |
| Poteronys   | 47       |
| Skerne      | 5        |
| Skirgailiai | 18       |
| Slabadėlė   | 55       |
| Šaukėnai    | 5        |
| Švabalaukis | 16       |
| Švobiškės   | 63       |
| Takniškiai  | 73       |
| Terpines    | 0        |
| Ulyškai     | 23       |
| Venciūnai   | 588      |
| Vėžiškės    | 6        |
| Žarnonys    | 2        |
| Židonys     | 15       |